# 6 septembre en sport
6 août 6 octobre
Chronologies thématiques
- Croisades
- Ferroviaires
- Disney

Le 6 septembre est le 249e jour de l'année (250e en cas d'année bissextile) du calendrier grégorien.

## Événements

### XIXesiècle
- 1883 :
  - (Baseball) : Chicago White Stockings établit un record toujours en cours pour le Baseball de Ligue Majeur en marquant 18 courses dans un tour de batte seul (simple) (le 7e) dans un jeu contre Detroit des Carcajous.
- 1891 :
  - (Cyclisme) : première édition de la course cycliste Paris-Brest-Paris.

### XXesièclede1901à1950
- 1911 :
  - (Natation) : traversée de la Manche par le Britannique Bill Burgess en 22 h 35.
- 1913 :
  - (Stade) : inauguration du stade d'Highbury, nouvelle enceinte d'Arsenal FC. Highbury est inauguré par un match de Division 2 Arsenal-Leicester.
- 1920 :
  - (Football) : à Toronto, Hamilton Westinghouse remporte la coupe nationale canadienne (Connaught Cup) en s'imposant en finale 2-1 aux Winnipeg Brittanias.
- 1925 :
  - (Sport automobile) : Grand Prix automobile d'Italie à Monza.
- 1931 :
  - (Sport automobile) : Grand Prix automobile de Monza.

### XXesièclede1951à2000
- 1961 :
  - (Football) : le Maroc décroche la plus grande victoire de son histoire de 13-1 face à l'Arabie saoudite.
- 1964 :
  - (Formule 1) : Grand Prix automobile d'Italie.
- 1970 :
  - (Formule 1) : Grand Prix automobile d'Italie.
- 1986 :
  - (Cyclisme) : Moreno Argentin, cycliste italien, gagne le championnat du monde de cyclisme professionnel sur route.
  - (Motocyclisme) : les Français Hervé Moineau et Bruno Le Bihan remportent le championnat du monde d'endurance.
- 1987 :
  - (Formule 1) : Grand Prix automobile d'Italie.
- 1992 :
  - (Motocyclisme) : Wayne Rainey remporte pour la troisième fois consécutive le titre de champion du monde des 500 cm3.
- 1995 :
  - (Football) : France-Azerbaïdjan à Auxerre : 10-0 (3-0). Buts : Desailly (13e), Djorkaeff (18e et 78e), Guérin (35e), Pedros (49e), Leboeuf (53e et 74e), Dugarry (66e), Zidane (72e) et Cocard (90e) pour la France. Cette victoire, acquise dans le cadre des éliminatoires pour l'Euro 96, reste la plus large que l'équipe de France de football ait jamais remportée.jusqu en 2023 avec la victoire 14-0 face à Gibraltar

### XXIesiècle
- 2004 :
  - (Football) : Graeme Souness démissionne de son poste de gérant de Blackburn Rovers pour prendre en mains le club de Newcastle United.
- 2006 :
  - (Football) : Saint-Marin subit la plus large défaite de son histoire en éliminatoire de l'Euro 2008 en s'inclinant 13-0 face à l'Allemagne.
- 2015 :
  - (Aviron /Championnats du monde) : dans les épreuves masculines : en skiff, victoire du Tchèque Ondřej Synek, en deux de couple, victoire des Croates Martin Sinković et Valent Sinković, en quatre de pointe poids légers, victoire des Suisses Lucas Tramèr, Simon Schürch, Simon Niepmann et Mario Gyr et en huit victoire des Britanniques Matthew Gotrel, Constantine Louloudis, Peter Reed, Paul Bennett, Mohamed Sbihi, Alex Gregory, George Nash, William Satch et Phelan Hill. Dans les épreuves féminines : en skiff, victoire de l'Australienne Kimberley Crow, en Deux de couple, victoire des Néo-Zélandaises Eve MacFarlane et Zoe Stevenson et en huit, victoire des américaines Victoria Opitz, Meghan Musnicki, Amanda Polk, Lauren Schmetterling, Emily Regan, Kerry Simmonds, Tessa Gobbo, Heidi Robbins et Katelin Snyder.
  - (Compétition automobile /Formule 1) : Lewis Hamilton remporte confortablement le Grand Prix automobile d'Italie, ce qui lui permet de creuser un peu plus l’écart en tête du Championnat du monde.
  - (Cyclisme sur route /Tour d'Espagne) : l'Espagnol Joaquim Rodríguez s'impose dans l'étape du jour et l'Italien Fabio Aru conserve le maillot rouge.
  - (Football /Championnat d'Europe) : la République tchèque et l'Islande se qualifient pour l'Euro 2016 qui se déroulera en France.
- 2016 :
  - (Football /Mondial) : 1re journée des Éliminatoires de la Coupe du monde de football 2018 : zone Europe des groupes A,B G, H qui se termineront le 10 octobre 2017.
- 2017 : 
  - (Cyclisme sur route /Tour d'Espagne) : sur la 17e étape du Tour d'Espagne 2017, qui relie Villadiego et Arredondo, sur une distance de 180,5 kilomètres, victoire de l'Autrichien Stefan Denifl. Le Britannique Christopher Froome conserve le maillot rouge.
- 2018 : 
  - (Cyclisme sur route /Tour d'Espagne) : sur la 12e étape du Tour d'Espagne qui relie Mondoñedo et Cap de la Estaca de Bares, sur un parcours de 181,1 kilomètres, victoire du Français Alexandre Geniez. Au général, c'est l'Espagnol Jesús Herrada qui s'empare du maillot rouge.
  - (Football /Ligue des nations) : une nouvelle compétition est créée : la Ligue des nations organisée par l'UEFA, qui implique les équipes nationales masculines des 55 associations membres. Elle comporte une phase de groupes et l'édition 2018-2019 commence ce jour et se terminera le 20 novembre 2018, puis une phase finale aura lieu du 5 au 9 juin 2019.
- 2020 : 
  - (Compétition automobile /Formule 1) : sur le Grand Prix automobile d'Italie disputé sur le circuit de Monza, le français Pierre Gasly profite d'une pénalité infligée à Lewis Hamilton et d'une relance de la course à la suite de l'accident de Charles Leclerc pour remporter sa première victoire, devant l'Espagnol Carlos Sainz Jr.. Le Canadien Lance Stroll complète le podium.
  - (Cyclisme sur route /Tour de France) : sur la 9e étape du Tour de France qui se déroule entre Pau et Laruns, sur une distance de 153 kilomètres, victoire du Slovène Tadej Pogačar qui s'impose au sprint en battant le Suisse Marc Hirschi qui après une échappé de 90 kilomètres est repris à 1,6 kilomètres de l'arrivée. C'est un autre Slovène Primož Roglič qui s'empare du Maillot jaune.
- 2023 :
  - (Cyclisme sur route /Tour d'Espagne) : sur la 11e étape du Tour d'Espagne qui se déroule entre Lerma et la Lagune noire d'Urbión dans la commune de Vinuesa (Castille-et-León) sur une distance de 163,2 km, victoire de l'Espagnol Jesús Herrada et l'Américain Sepp Kuss conserve le maillot rouge.

## Naissance

### XIXesiècle
- 1885 : 
  - Dimítrios Loúndras, gymnaste grec. Médaillé de bronze des barres parallèles par équipes aux Jeux d’Athènes 1896. († 15 février 1970).
- 1891 : 
  - Camille Mandrillon, patrouilleur militaire français. Médaillé de bronze aux Jeux de Chamonix 1924. († 22 mars 1969).

### XXesièclede1901à1950
- 1909 :
  - Michael Galitzen, plongeur américain. Médaillé d'argent du tremplin à 3m aux Jeux d'Amsterdam 1928 et champion olympique du tremplin à 3m et médaillé d'argent du tremplin de haut-vol aux Jeux de Los Angeles 1932. († 9 juin 1959).
- 1912 : 
  - Michele Andreolo, footballeur uruguayen puis italien. Champion du monde de football 1938. (26 sélections avec l'équipe d'Italie). († 14 mai 1981).
- 1913 : 
  - Gustave Danneels, cycliste sur route belge. Vainqueur des Paris-Tours 1934, 1936 et 1937. († 13 avril 1976).
  - Leônidas da Silva, footballeur puis entraîneur brésilien. (19 sélections en équipe nationale). († 24 janvier 2004).
- 1929 : 
  - Keith Gardner, athlète de sprint jamaïcain. Médaillé de bronze du relais 4×400m aux Jeux de Rome 1960. († 25 mai 2012).
- 1935 :
  - Jock Wallace, footballeur puis entraîneur écossais. († 24 juillet 1996).
- 1937 :
  - Janusz Kurczab, épéiste polonais. († 11 avril 2015).
- 1941 :
  - John Whetton, athlète de demi-fond britannique. Champion d'Europe d'athlétisme du 1 500m 1969.
- 1947 :
  - Bruce Rioch, footballeur puis entraîneur écossais. (24 sélections en équipe nationale).

### XXesièclede1951à2000
- 1952 :
  - Vladimir Kazatchionok, footballeur puis entraîneur soviétique puis russe. (2 sélections avec l'équipe d'Union soviétique).
- 1953 :
  - Gianbattista Baronchelli, cycliste sur route italien. Vainqueur des Tours de Lombardie 1977 et 1986.
- 1960 :
  - Stephan Engels, footballeur allemand. (8 sélections en équipe nationale).
  - Jean-Pierre Orts, footballeur puis entraîneur français.
- 1962 :
  - Kevin Willis, basketteur américain.
- 1963 :
  - Ivan Hašek, footballeur et ensuite entraîneur tchécoslovaque puis tchèque. (56 sélections avec l'équipe de Tchécoslovaquie et 1 avec l'équipe de République tchèque). Sélectionneur de l'équipe du Gabon en 2005 et de l'équipe de République tchèque en 2009. Président de la FRTF de 2009 à 2011.
  - Pat Nevin, footballeur écossais. (28 sélections en équipe nationale).
- 1965 :
  - Darren Clark, athlète de sprint australien.
- 1967 :
  - Milan Kerbr, footballeur tchécoslovaque puis tchèque. (2 sélections avec l'équipe de République tchèque).
  - Igor Štimac, footballeur puis entraîneur croate. (53 sélections en équipe nationale). Sélectionneur de l'équipe de Croatie de 2012 à 2013.
- 1970 :
  - Stéphane Guivarc'h, footballeur français. Champion du monde de football 1998. (14 sélections en équipe de France).
  - Jorge Fernandes Jojo, footballeur mozambicain. (85 sélections en équipe nationale).
  - Igor Koroliov, hockeyeur sur glace puis entraîneur soviétique puis russo-canadien. († 7 septembre 2011).
- 1973 :
  - Carlo Cudicini, footballeur italien.
  - Greg Rusedski, joueur de tennis canado-britannique.
  - Alessandro Troncon, joueur de rugby à XV italien. Vainqueur du Challenge européen 2007. (101 sélections en équipe nationale).
- 1974 :
  - Tim Henman, joueur de tennis britannique. Médaillé d'argent du double aux Jeux d'Atlanta 1996.
- 1975 :
  - Sylvie Becaert, biathlète française. Médaillée de bronze du relais aux Jeux de Turin 2006 et d'argent du relais aux Jeux de Vancouver 2010. Championne du monde de biathlon du sprint 7,5 km 2003 et championne du monde de biathlon du relais mixte 2009.
  - Kalle Kiiskinen, curleur finlandais. Médaillé d'argent aux Jeux de Turin 2006.
  - Derrek Lee, joueur de baseball américain.
  - Ryōko Tani, judokate japonaise. Médaillée d'argent des -48 kg aux Jeux de Barcelone et aux Jeux d'Atlanta 1996, championne olympique des -48 kg aux Jeux de Sydney 2000 et aux Jeux d'Athènes 2004 puis médaillée de bronze des -48 kg aux Jeux de Pékin 2008. Championne du monde de judo des -48 kg 1993, 1995, 1997, 1999, 2001, 2003 et 2007.
- 1977 :
  - Bernhard ten Brinke, pilote de rallye-raid néerlandais.
- 1978 :
  - Süreyya Ayhan, athlète de demi-fond turc. Championne d'Europe d'athlétisme du 1 500 m 2002.
  - Jamie Cudmore, joueur de rugby à XV canadien. (38 sélections en équipe nationale).
- 1979 :
  - Joanne Yapp, joueuse de rugby à XV anglaise. (70 sélections en équipe nationale).
- 1982 :
  - Rakia Al-Gassra, athlète de sprint bahreïnienne.
  - JK Edwards, basketteur américain.
- 1984 :
  - Luc Abalo, handballeur français. Champion olympique aux Jeux de Pékin 2008 et aux Jeux de Londres 2012 puis médaillé d'argent aux Jeux de Rio 2016. Champion du monde de handball 2009, 2011 et 2017. Champion d'Europe de handball 2006, 2010 et 2014 puis médaillé de bronze à l'Euro de handball 2008 et à celui de 2018. Vainqueur de la Ligue des champions 2009. (229 sélections en équipe de France).
- 1985 :
  - Francisco Fernandes, joueur de rugby à XV franco-portugais. (35 sélections avec l'équipe du Portugal).
  - Juandré Kruger, joueur de rugby à XV sud-africain. (17 sélections en équipe nationale).
- 1986 :
  - Mantas Kalnietis, basketteur lituanien. Vainqueur de l'EuroCoupe de basket-ball 2013. (74 sélections en équipe nationale).
  - Andrea Lekić, handballeuse serbe. Victorieuse de la Ligue des champions féminine 2013. (96 sélections en équipe nationale).
- 1987 :
  - Yoann Bagot, cycliste sur route français.
- 1988 :
  - Arnaud Bovolenta, skieur acrobatique français. Médaillé d'argent du ski-cross aux Jeux de Sotchi 2014.
- 1989 :
  - Audrey Deroin, handballeuse française. Médaillée d'argent au Mondial de handball 2009 et à celui de 2011. (112 sélections en équipe de France).
  - Jordan Bachynski, basketteur canado-polonais.
- 1990 :
  - Jordi Simón, cycliste sur route espagnol.
  - Marco Sørensen, pilote de courses automobile d'endurance danois.
  - John Wall, basketteur américain.
- 1992 :
  - Shavez Hart, athlète de sprint bahaméen. († 3 septembre 2022).
- 1993 :
  - Miguel Ángel Fornés, volleyeur espagnol. (15 sélections en équipe nationale).
  - Saman Ghoddos, footballeur irano-suédois. (2 sélections avec l'équipe de suède et 34 avec celle d'Iran).
  - Jack Haig, cycliste sur route et de VTT australien.
  - Alex Poythress, basketteur américain.
- 1995 :
  - Bertrand Traoré, footballeur burkinabé. (65 sélections en équipe nationale).
- 1996 :
  - Sebastiano Luperto, footballeur italien.
- 1997 :
  - Santiago Mele, footballeur uruguayen. (2 sélections en équipe nationale).
- 1998 :
  - Charles Quarterman, cycliste du route britannique
  - Kiernan Dewsbury-Hall, footballeur anglais
  - Luka Japaridze, joueur de rugby à XV géorgien. (7 sélections en équipe nationale).
- 1999 :
  - Mohamed Ali Ben Romdhane, footballeur tunisien. (27 sélections en équipe nationale).
  - Romain Correia, footballeur franco-portugais.
  - Marie Kuntzmann, nageuse française
- 2000 :
  - Ollie Chessum, joueur international anglais de rugby à XV.
  - Richard Ledezma, footballeur américain. (1 sélection en équipe nationale).

### XXIesiècle
- 2005 :
  - Lyam Akrab, joueur de rugby à XV français. Vainqueur du Tournoi des Six Nations des moins de 20 ans 2025.
  - Adriano Jagušić, footballeur croate.

## Décès

### XXesièclede1951à2000
- 1962 : 
  - Seiichiro Kashio, 70 ans, joueur de tennis japonais. Médaillé d'argent du double aux Jeux d'Anvers 1920. (° 2 janvier 1892).
- 1970 : 
  - Jochen Rindt, 28 ans, pilote de F1. Champion du monde de Formule 1 à titre posthume 1970. (6 victoires en Grand Prix). (° 18 avril 1970).
- 1971 : 
  - Phil Edwards, 63 ans, athlète de demi-fond canadien. Médaillé de bronze du relais 4×400m aux Jeux d'Amsterdam 1928 puis médaillé de bronze du 800 m, du 1 500 m et du relais 4×400m aux Jeux de Los Angeles 1932 et médaillé de bronze du 800 m aux Jeux de Berlin 1936. (° 23 septembre 1907).
- 1978 :
  - Max Decugis, 95 ans, joueur de tennis français. Médaillé d'argent du double messieurs aux Jeux de Paris 1900 puis champion olympique du double mixte et médaillé de bronze du double messieurs aux Jeux d'Anvers 1920. Vainqueur des Tournois de Roland Garros 1903, 1904, 1907, 1908, 1909, 1912, 1913 et 1914. († 24 septembre 1882).
- 1990 : 
  - Len Hutton, 74 ans, joueur de cricket anglais. (79 sélections en test cricket). (° 23 juin 1916).
- 1999 : 
  - René Lecavalier, 81 ans, journaliste et commentateur TV de hockey sur glace canadien. (° 5 juillet 1918).

### XXIesiècle
- 2007 :
  - Martin Čech, 31 ans, hockeyeur sur glace sur glace tchèque. (° 2 juin 1976).
  - Malang Dabo, 46 ou 47 ans, judoka sénégalais. (° ? 1960).
  - Byron Stevenson, 50 ans, footballeur gallois. (15 sélections en équipe nationale). (° 7 septembre 1956).
- 2012 : 
  - Oscar Rossi, 82 ans, footballeur puis entraîneur argentin. (20 sélections en équipe nationale). (° 27 juillet 1930).
- 2016 :
  - Andrzej Szymczak, 67 ans, handballeur polonais. Médaillé de bronze aux Jeux de Montréal 1976. (234 sélections en équipe nationale). (° 8 septembre 1948).